# Розин, Сергей Владимирович
Сергей Владимирович Розин (род. 13 июня 1977, Ленинград, СССР) — российский хоккеист, защитник. Воспитанник ленинградского хоккея.

## Карьера

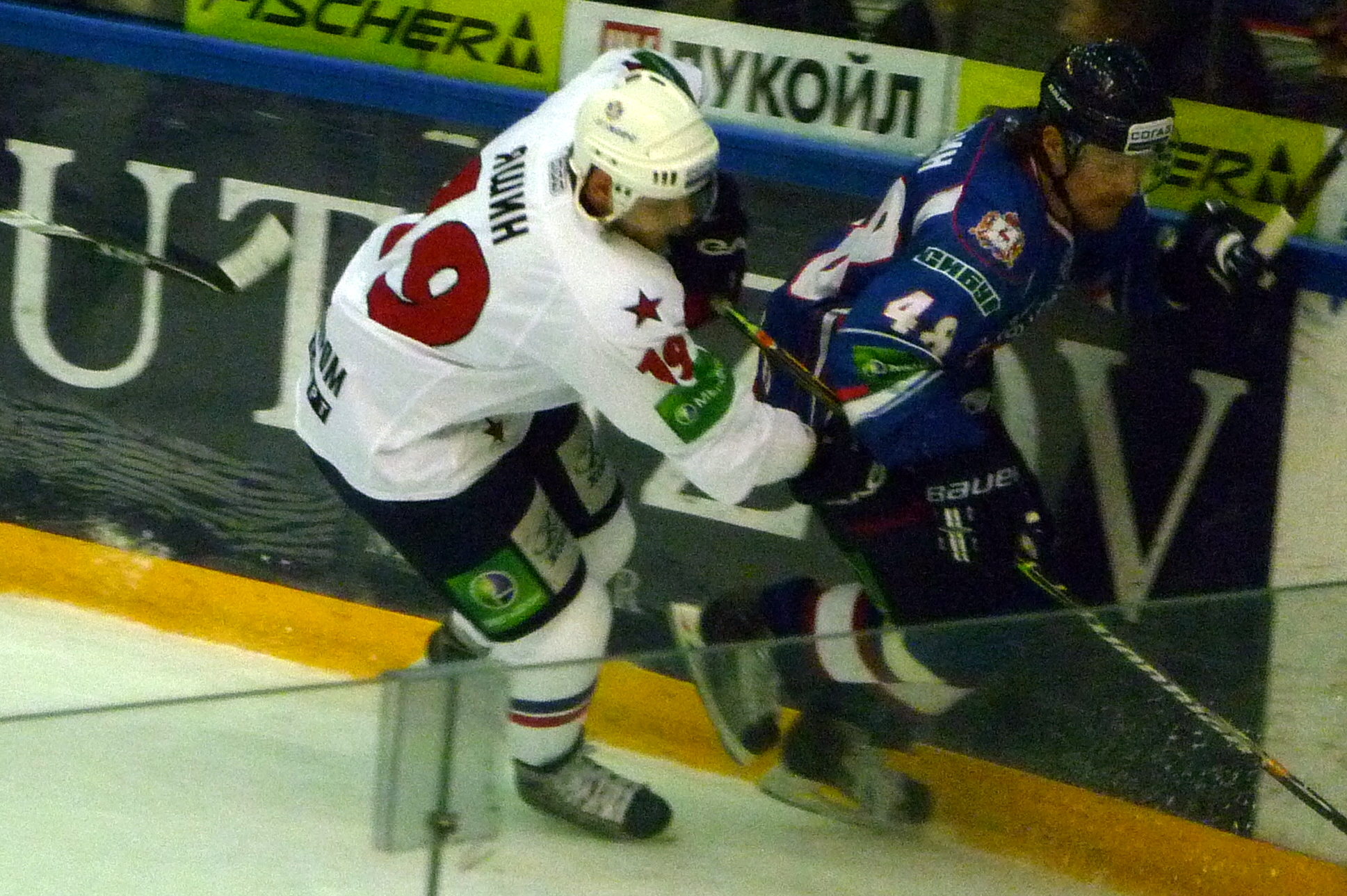
Розин в борьбе с Алексеем Яшиным

Сергей Розин начал свою профессиональную карьеру в 1997 году в составе родного клуба Высшей лиги «Ижорец». В 1999 году Сергей дебютировал в Суперлиге в составе ХК «Липецк». С 2000 по 2003 год Розин выступал за новосибирскую «Сибирь», набрав за это время 44 (16+28) очка в 145 матчах, после чего заключил соглашение с омским «Авангардом». В середине сезона 2003/04 Сергей переехал в Уфу, где стал игроком «Салавата Юлаева», омичи же в том сезоне впервые в своей истории стали победителями российского чемпионата.
Перед началом следующего сезона Розин подписал контракт с череповецкой «Северсталью». Следующий сезон Сергей провёл в петербуржском СКА, а последующие 3 года выступал в составе московского ЦСКА. 20 мая 2010 года Розин заключил соглашение с нижегородским «Торпедо», в составе которого в сезоне 2010/11 набрал 12 (4+8) очков в 53 проведённых матчах. 3 мая 2011 года Сергей продлил своё соглашение с клубом.
В сезоне 2014-15 г.г. Сергей Розин подписал контракт, согласно которому будет защищать цвета хоккейного клуба "Рубин" (Тюмень) ВХЛ

## Статистика
| Легенда | Легенда                    | Легенда | Легенда                   | Легенда | Легенда    |
| ------- | -------------------------- | ------- | ------------------------- | ------- | ---------- |
| И       | Количество проведённых игр | Штр     | Штрафное время            | +/−     | Плюс-минус |
| Г       | Голы                       | П       | Голевые передачи          | О       | Очки       |
| -       | Статистика неизвестна      | —       | Статистика не учитывалась |         |            |

### Клубная карьера
- a В этом сезоне в «Плей-офф» учитывается статистика игрока в Кубке Надежды.